# 세계 사법 센터
세계 사법 센터(GJC)는 인권법을 시행하고 집행함으로써 양성 평등을 향상시키는 것을 목표로 하는
국제적인 인권 단체이며 인도주의적인 법 기구이다. 뉴욕시에서 본부를 두고 설립자 자넷 벤
쇼프가 이끌고 있는 GJC는 유엔 여성, 평화, 보안 단체의 회원국이다. GJC는 국가 및 국제
비정부 기구, 유엔, 국제 형사 재판소 및 그 밖의 기관들과 협력하여 이 변화를 시행하고 있다.

## 역사
세계 사법 센터는 2005년 자넷 벤쇼프에 의해 설립되었는데, 이는 정부와 기관들이 성
평등을 향상시키는 조약과 국제 인권 법을 시행하도록 압력을 가하기 위해서다.

## 집중 부문
세계 사법 센터는 다음과 같은 네 가지 광범위한 분야에 주력하고 있다.

### 전쟁 중 강간 피해자의 낙태 허용
전쟁 강간 희생자를위한 낙태 공급 분야에서의 GJC의 활동은 "제네바 협약에 따라 차별없는 의료 서비스를 제공하려는 긍정적 인 의무", 그들의 해석에 따르면 "무력 충돌의 모든 희생자들에게 - 강간으로 잔인한 사람들 포함 - 완전하고 차별없는 의료 치료" 대한 그들의 확신에서 비롯된다. GJC는 1973년의 미국의 "가족 계획의 방법으로 낙태를 치르거나 어떤 사람에게 낙태를 연습하도록 강요하거나 강요하는 데 외국 보조 자금을 사용할 수 없습니다"라고 말한 Helms 개정안을 폐지하기 위해 계속 노력하고 있다. GJC는 모든 낙태를 포함한 Helms 개정안에 대한 지나치게 제한적인 해석에 반대하며 노르웨이 정부와 함께 전쟁 강간 희생자에 대한 낙태를 허용하도록 미국에 촉구했다. 2016년 8월 12일 세계 사법 재판소는 버락 오바마 미국 대통령에게 강간, 생명의 위험 및 근친상간의 경우 낙태 금지 해제 명령을 내리는 백악관 청원을 시작했다.

### 강간의 피해자에 대한 정의
GJC는 전쟁 강간 희생자에 대한 정의를 지지하며, 강간을 전쟁의 무기로써 취급하고, "국제법에 따라 불법 무기로 기소해야한다." GJC에 따르면, 전쟁에서 강간을 적절히 기소하지 않으면 여성이 전쟁에서 강간의 희생양이되기 때문에 국제 차별의 기본 틀이 될 수 있다.

### 학살 기소에서 필요한 젠더 렌즈
GJC는 현행 집행이 분쟁중인 여성의 차별적인 경험과 성 노예와 같은 현대 전쟁에서
자주 사용되는 성에 기반한 대량 학살 전술을 적절하게 설명하지 못 한다고 진술하면서,국제 집단과 기관에 대량 학살 협역을 시행할 때 젠더렌즈를 사용하도록 압력을 가한다. 예를 들어 2015년 12월에 GJC는 국제 형사 재판소에 이슬람 국가인 이라크와 레반트(ISIS)가 범한 성에 기반한 대량 학살 행위를 조사하도록 압력을가했다.

### 여성부
GJC는 분쟁 국가의 여성들을 통치에 포함시키기 위한 합법적인 성 평등과 법을 보장하기 위해 노력한다. 그들의 작업은 평화 협정, 정치 정당 및 집행 지부 임명 등 정부의 모든 수준에서 여성을 포함시키는 데 중점을 둔다. GJC는 미얀마 정부에서 여성의 참여를 정기시키기 위해 버마 조직과 함께 노력하고 있다.